# Capela de São Bento (Alcaria Queimada)
A Capela de São Bento é um edifício religioso situado em Alcaria Queimada, na freguesia de Vaqueiros do Município de Alcoutim, no Distrito de Faro, em Portugal.

## Caracterização
Construído no Século XVII, este edifício encontra-se na localidade de Alcaria Queimada; de reduzidas dimensões, é palco de várias romarias.